# カレープラント
カレープラント（学名: Helichrysum italicum、英語: curry plant）はキク科ムギワラギク属（ヘリクリサム属）に属する多年草の一種である。別名、ハーブ・オブ・グレース、エバーラスティングともよばれる。南ヨーロッパ原産のハーブとして知られ、カレーのような芳香がある。

## 名称
葉茎からカレーの香りがするためカレープラントと呼ばれる。乾燥させた後も、色や形の変化が無いことから、イモーテル（不滅）、エバーラスティング（永遠）とも呼ばれる。
よく似た名前を持ち同様の香りを放つカレーノキ (Murraya koenigii、標準和名: オオバゲッキツ) はまったくの別種である。

## 分布
南ヨーロッパの原産といわれる。南ヨーロッパから北アフリカにかけての地中海沿岸に原生。乾燥した岩場や砂地に見られる。
ハーブや観葉植物として広く栽培されている。他地域に移植しても生育するが、湿潤な環境は苦手とする。ムギワラギクよりさらに高温多湿に弱いが、日本でも露地栽培が可能である。

## 形態
茎は低木といえるほど頑丈な木質で、高さ 60センチメートル (cm) 以上にまで成長することがある。茎とは葉は銀灰色の産毛に覆われている。夏に黄色い花を咲かせる。種子は微細である。

## 用途
ハーブの一種として知られ、カレーのような香りと強い苦味がある。花、茎、葉が利用され、香料用、食用、薬用、観賞用、園芸用、クラフト用と様々に使われる。花・茎葉を乾燥品にすると、虫除け効果、防臭効果があると言われている。
観賞用
乾燥に強く、ドライフラワーにしてもほとんど色あせない。そのため、墓への供花として使われる。また、銀灰色の葉茎を楽しむために花壇などに寄せ植えされる。
香料
苦味が強いため食用には適さないが、葉茎を料理の香り付けに利用することがある。カレー粉やカレールーの原料としては用いない。
医療
民間療法として、本種を不滅を意味するイモーテルと呼称し、抽出した精油に薬効を謳うことがある。花を乾燥させて茶の代わりに飲むと、精神安定や疲労回復に役立つことから、軽度の鬱にも使われる。